# Calophasia codeti
Calophasia codeti är en fjärilsart som beskrevs av Charles Oberthür 1881. Calophasia codeti ingår i släktet Calophasia och familjen nattflyn. Inga underarter finns listade i Catalogue of Life.